# A6 (Letland)
De A6 is een hoofdweg in Letland die Riga verbindt met Daugavpils, de tweede stad van Letland, en met Wit-Rusland. In Wit-Rusland sluit de weg aan op de R20 naar Polatsk. De E22, tussen Wales en Kazachstan, loopt tussen Riga en Jēkabpils met de A6 mee.  
De A6 begint in Riga en loopt via Ogre, Jēkabpils en Daugavpils naar de Witrussische grens. De A6 is met haar 307 kilometer de langste weg van Letland.

## Geschiedenis
In de tijd van de Sovjet-Unie was de A6 onderdeel van de Russische A215. Na de val van de Sovjet-Unie in 1991 en de daaropvolgende onafhankelijkheid van Letland werden de hoofdwegen omgenummerd om een logische nationale nummering te krijgen. De A215 kreeg het nummer A6.
A1 · A2 · A3 · A4 · A5 · A6 · A7 · A8 · A9 · A10 · A11 · A12 · A13 · A14 · A15